# Alberto Pla
Alberto Pla Guzmán de Villoria (Elda, Alicante, España, 7 de marzo de 1932) es un exfutbolista español que jugaba como delantero.

## Clubes
| Club                 | País   | Año       |
| -------------------- | ------ | --------- |
| A. D. Rayo Vallecano | España | 1949-1950 |
| C. D. Mestalla       | España | 1950-1953 |
| Valencia C. F.       | España | 1953-1954 |
| C. D. Mestalla       | España | 1954      |
| Valencia C. F.       | España | 1954-1957 |
| Real Gijón           | España | 1957-1960 |
| C. D. Castellón      | España | 1960-1961 |
| C. F. Gandia         | España | 1961-1962 |